# Batalha de Taranto (212 a.C.)
A Primeira Batalha de Taranto foi travada durante a Segunda Guerra Púnica, em 213-212 a.C., entre as forças cartaginesas de Aníbal e a guarnição romana de Taranto comandada por Marco Lívio Macatao. O resultado foi uma derrota completa do exército romano e a posterior captura da cidade de Taranto pelos cartagineses.

## Antecedentes
Os romanos esperavam uma oportunidade para atacar Cápua, a capital da Campânia, no sul da Itália, a segunda maior cidade italiana e aliada dos cartagineses desde a derrota romana na Batalha de Canas (216 a.C.) pelas mãos de Aníbal. O general cartaginês armou um de seus principais acampamentos de inverno no monte Tifata, perto da cidade, e esta proximidade dissuadiu os romanos. Em meados de 213 a.C., porém, Aníbal passou a operar no Salentino, tomando várias cidades na região e dando aos romanos uma oportunidade para tentar recuperar Cápua. Aníbal esperava compensar a possível perda de Cápua com a captura de Taranto, a mais rica das cidades do sul da Itália e que tinha um porto marítimo, um ativo importante para os planos de Aníbal.

## Descontento de Taranto com Roma
Aníbal já vinha conversando com uma parte dos cidadãos tarantinos que estavam descontentes com a ocupação romana, que já durava sessenta anos e iniciada em 272 a.C., quando foi submetida logo depois da Guerra Pírrica. Os tarantinos estavam planejando um golpe contra os romanos, mas viram seus planos frustrados pelas precauções romanas. Além de postar um poderoso contingente militar na região (pelo menos a partir de 215 a.C., quando uma legião alistada por Caio Terêncio Varrão depois de Canas se mudou da Apúlia para o Salentino) como um meio eficaz de defender a cidade, os romanos enviaram reféns a Roma para assegurar a fidelidade dos nobres tarantinos e o bom comportamento da população em geral. Estes reféns fugiram de Roma, mas acabaram capturados quando tentavam ir para o sul. As consequências foram imediatadas e os reféns foram açoitados e condenados a serem atirados da Rocha Tarpeia, o destino relegado aos traidores. Esta condenação enfureceu os tarantinos, que reiniciaram as conversas com Aníbal com o objetivo de conseguir ajuda para se livrarem dos romanos. No final de 213 a.C., Aníbal marchou para a Apúlia e se aproximou de Taranto, abrindo a oportunidade para os romanos tentarem conquistar Cápua. Aníbal esperava uma vitória suficiente grande para compensar a perda da cidade.

## Ataque de Aníbal
O exército cartaginês se aproximou da cidade e acampou a menos de três de marcha dela. Um destacamento de cerca de 10 000 homens, entre os quais uns 2 000 gauleses, foi encarregado de levar adiante o ataque em conjunto com um traidor local, que facilitaria a captura das portas de acesso à cidade. Marco Lívio Marcato, o governador da cidade, era um bom soldado, mas era preguiçoso e de hábitos luxuosos. Na noite que Aníbal havia escolhido para o ataque, ele estavam num banquete com amigos e já havia se retirado para descansar depois de comer muito e se embebedar de vinho. No meio da noite, foi acordado quando os conspiradores deram o alarme tocando algumas trombetas romanas. Aníbal e seus 10 000 já estavam dentro da cidade neste momento. Muitos dos soldados romanos estavam ou dormindo ou bêbados e foram degolados pelos cartagineses, que se espalhavam pelas ruas da cidade. Aníbal conseguiu manter o controle de suas tropas e garantiu que não houvesse um saque generalizado. Para respeitar a liberdade dos tarantinos, Aníbal lhes pediu que marcassem suas casas de forma visível e somente as casas que não tinham a marca foram saqueadas, pois pertenciam aos romanos. Marco Lívio conseguiu sobreviver, reunindo o que restou de suas tropas na cidadela, a partir de onde continuou enfrentando os cartagineses, resistindo com sucesso. Apesar disto, o resto da cidade foi perdido. Todas as demais cidades-estado gregas do sul da Itália, com exceção de Régio, passaram para as mãos de Aníbal.

## Consequências
As colônias gregas do sul da Itália, entre as quais estava Taranto, proporcionaram a Aníbal uma importante base na península Itálica. Em meados de 212 a.C., ele recebeu um pedido de ajuda de seus aliados campânios, pois os romanos haviam iniciado o cerco de Cápua. Então, Aníbal mobilizou seu exército e marchou com força total para perto da cidade. Na Primeira Batalha de Cápua, o cerco foi levantado temporariamente e se seguiram vitórias na Batalha do Silaro, na Lucânia, e na Batalha de Herdônia, na Apúlia, ainda na campanha de 212 a.C.. Neste momento, Aníbal parecia invencível, tinha aliados na Gália Cisalpina, o domínio de boa parte do sul da Itália e da maior parte do território da Hispânia, o controle do norte da África (depois que seu irmão, Asdrúbal, derrotou o rei da Numídia Ocidental, Sífax) e o controle de várias cidades na Sicília, como Siracusa e Agrigento. Cartago contava ainda com o apoio do rei Filipe V da Macedônia, que atacou os aliados romanos na costa oriental do Adriático, obrigando Roma a enviar uma frota e uma legião para a região. Apesar de tudo, o sucesso de Aníbal não foi duradouro. Os romanos, antes do final de 212 a.C., conseguiram completar o muro de contravalação à volta de Cápua, reiniciando o cerco e conseguiram finalmente conquistar a cidade depois da Segunda Batalha de Cápua, logo no início de 211 a.C.. Em 209 a.C., o cônsul Fábio Máximo reconquistou Taranto graças à hábil combinação de um ataque simultâneo a Canúsio por Marcelo e Caulônia, em Brúcio, por mercenários sicilianos baseados em Régio, que conseguiram atrair Aníbal até lá para derrotá-los, e a uma traição da guarnição brúcia, que abriu os portões da cidade ao exército de Fábio. No anos seguintes, Cipião Africano alcançou grande fama e prestígio por suas campanhas militares frente às forças romanas e copiando as táticas de Aníbal, vencendo-o finalmente em 202 a.C. na famosa Batalha de Zama.